# Френски Предалпи
Френските Предалпи (на френски: Préalpes françaises) са планинска област в югоизточна Франция (с два от образуващите я масиви на границата с Швейцария).
Разположени са между Ронската низина на запад и същинските Западни Алпи на изток, като се разделят на около 20 масива, сред които Шабле, Шартрьоз, Кастеланските Предалпи и Веркор. Най-висока точка е връх От Сим (3 258 m), на територията на Швейцария.